# Lepiota brunneolilacea
Lépiote brun lilas
Espèce
Statut de conservation UICN

 VU  : Vulnérable
Lepiota brunneolilacea, la Lépiote brun lilas, est une espèce de champignons du genre Lepiota et de la famille des Agaricaceae. Il s'agit d'une petite Lépiote toxique, voire mortelle, au chapeau nettement coloré de rose et à l'anneau membraneux. Elle est caractéristique des dunes des littoraux européens atlantique et méditerranéen où elle est considérée comme rare et vulnérable.

## Description

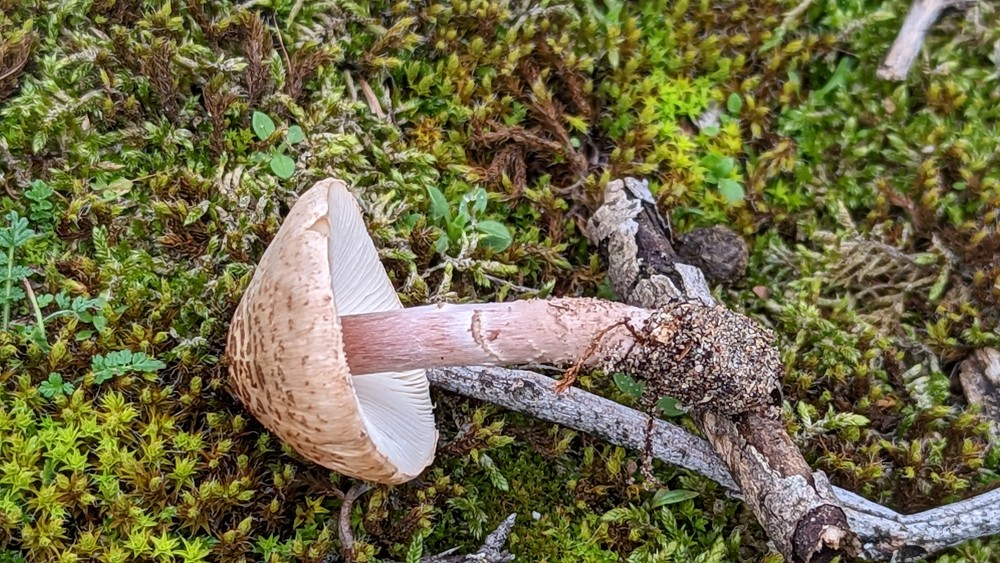
Lepiota brunneolilacea (Pays-Bas).

La Lépiote brun lilas produit un sporophore au petit chapeau mesurant de 3 à 7,5 cm de diamètre orné de fibrilles brun rose à rose lilas qui se transforment en fines écailles sur un fond rosâtre. Les lames libres, d'abord blanc crème, se colorent de rouille voire de rouge vin avec le temps. Le pied, plutôt trapu pour une Lépiote, mesure de 2 à 7 cm de long pour 0,8 à 2 cm d'épaisseur. Blanc, il se colore petit à petit comme le chapeau de brun rosâtre puis de rouge vin. Le pied présente un anneau laineux verdâtre plus ou moins visible. Sa base un peu bulbeuse est souvent bien ensablée. La chair est blanche, à la saveur douce et au parfum faible,,.
Lepiota brunneolilacea se reconnaît à sa couleur nettement rose, à son anneau membraneux et à son habitat exclusivement dunaire. Elle est morphologiquement proche des petites Lepiota rougissantes comme Lepiota brunneoincarnata. Le cueilleur de champignons sabulicoles comestibles peut la côtoyer lors des récoltes d'Agarics comestibles tels qu'Agaricus devoniensis et des Macrolepiota du groupe M. excoriata.

## Écologie et distribution

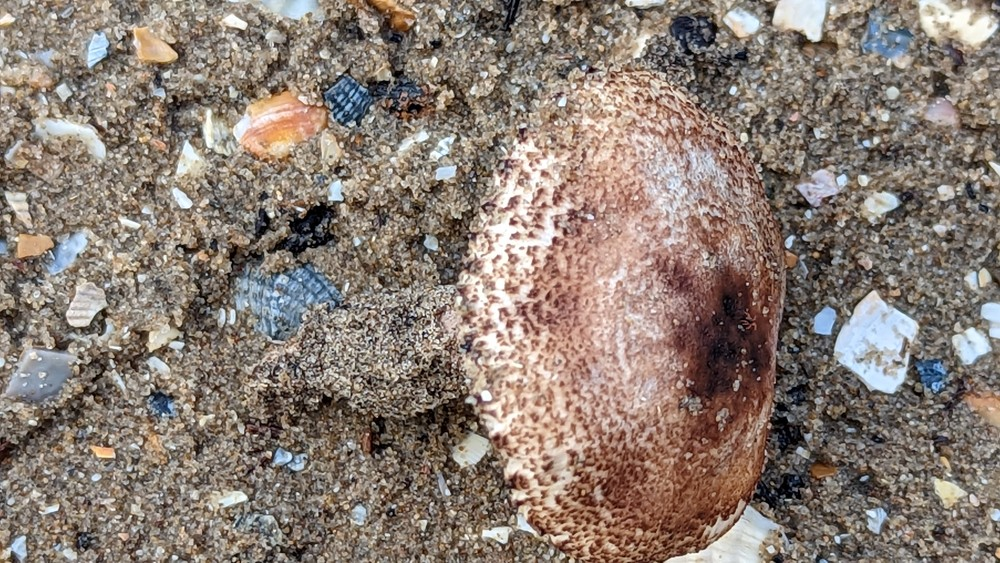
Lepiota brunneolilacea sur une dune des Pays-Bas.

La Lépiote brun lilas est présente sur les littoraux de la côte atlantique et du pourtour méditerranéen où elle apparaît à l'automne. Plus précisément, il s'agit d'une espèce sabulicole saprotrophe neutro-basophile caractéristique des accumulations de sables calcaires semi-fixées. Elle semble dénigrer les dunes de sable silicieux. Quelques rares signalements proviennent également de l'intérieur des terres, en Espagne,,.
Au sein de l'écosystème dunaire, cette espèce est à son apogée sur la dune blanche, un type de dune mobile colonisé par l'Oyat. Elle est moins représentée sur sa crête sommitale et sur la dune verte où le vent déplace de grandes quantités de sable et où vit l'Euphorbe maritime. Elle apprécie la zone de transition avec la dune grise, plus stable, en compagnie de l'Armoise de Lloyd et de l'Immortelle des dunes. Enfin, elle est exceptionnelle dans les dunes fixées et les pelouses de la dune noire ainsi qu'au sein de la dune brune broussailleuse à forestière où se développent l'Argousier et le Chêne vert,,.

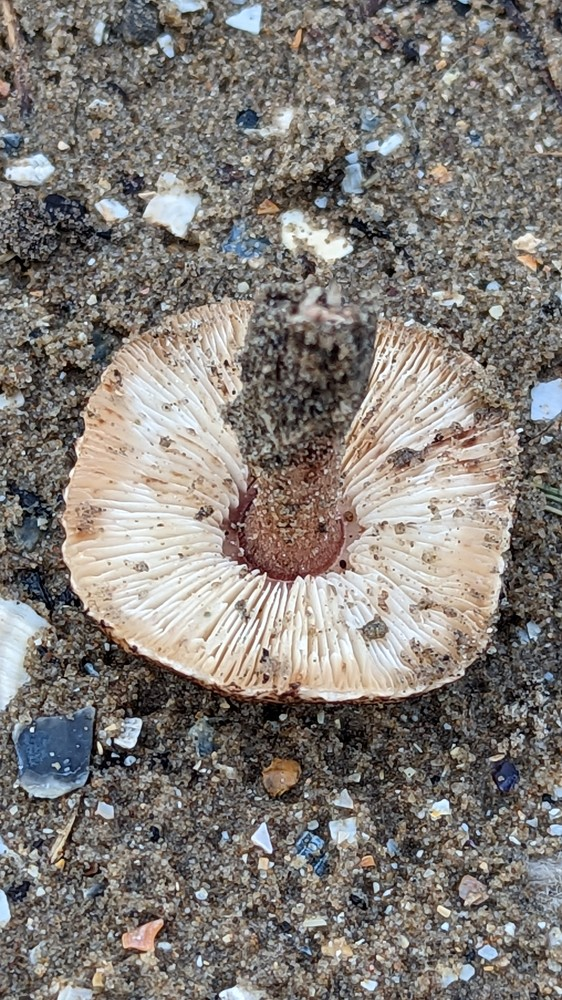
Lepiota brunneolilacea (Pays-Bas)

Ses stations sont potentiellement menacées par l'artificialisation du littoral liée au tourisme, par la fixation artificielle du sable des dunes et, à plus long terme, par l'élévation du niveau de la mer. Sa population globale est estimée en 2019 à moins de 1000 individus matures répartis sur 200 stations aux populations limitées. Elle est par conséquent évaluée comme espèce vulnérable par l'UICN.
L'espèce est connue sur une aire de répartition restreinte le long des côtes d'Europe occidentale et méridionale. Elle est rarement répertoriée au Maroc, en Espagne, en France, sur l'île de Jersey, dans le Comté de Kent en Angleterre, en Belgique, aux Pays-Bas, en Italie (dont la Sardaigne et la Sicile) et en Ukraine. Elle est considérée comme possiblement disparue de Slovénie,.

## Toxicité
Pour un article plus général, voir amatoxine.

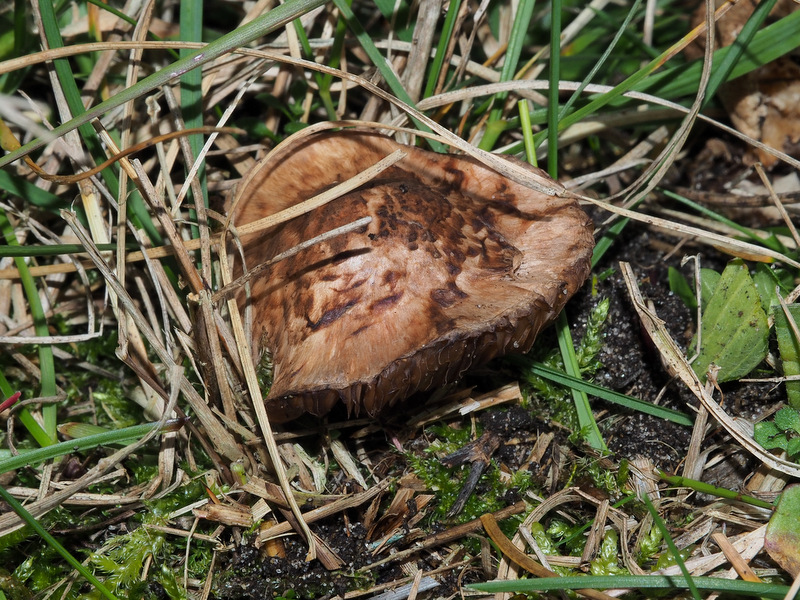
Spécimen âgé de Lepiota brunneolilacea.

Lepiota brunneolilacea est particulièrement toxique et parfois mortelle. Comme de nombreuses petites lépiotes rougissantes, elle contient des amatoxines, son taux d'amanitrine est cependant relativement faible. Leurs effets sont de type phalloïdiens, avec manifestations tardives de vertiges, de problèmes respiratoires et de gastro-entérites aiguës, suivie, après une rémission apparente, de la destruction des cellules du foie,.
Le médecin Jacques Boiffard cite l'exemple, en novembre 1986, d'une famille composée de deux adultes d'une trentaine d'années et de trois jeunes enfants de 10, 8 et 4 ans, qui récolte sur les dunes du littoral finistérien quelques lépiotes brun lilas qu'elle confond avec de petits agarics. Ils consomment leur plat le soir même et le jugent bon. Les premiers symptômes n’apparaissent que le lendemain et se traduisent par des vomissements et des diarrhées pour 4 personnes à l'exception du benjamin qui ne présentera aucun effet. Les analyses hospitalières du surlendemain montrent une atteinte au foie et des troubles de la coagulation sanguine, plus importants chez l’aînée. Le traitement appliqué est le protocole Bastien. L'évolution favorable permet aux parents de sortir de l'hôpital après 4 jours et après 9 jours pour l'aînée. Ce n'est malheureusement pas le cas pour le cadet, qui après une rémission le troisième jour, commence à perdre conscience et s'agite. Les atteintes hépatiques s'accentuent, accompagnées d'un saignement gastrique abondant, précisant ainsi un ictère. L'enfant tombe dans un coma profond le sixième jour et succombe le septième.